# ディープスカイブルー
ディープスカイブルー（Deep sky blue）とは、ビビットスカイブルーやターコイズブルーに近い色で純色の一種。

## 近似色
- ビビットスカイブルー
- ターコイズブルー